# Anonyma Kokainister
Anonyma Kokainister (organisationsnamn: CA, Cocaine Anonymous) är en tolvstegsrörelse med ursprung i USA.
Anonyma Kokainister är en gemenskap av män och kvinnor som delar sina erfarenheter, sina förhoppningar och sin styrka med varandra för att försöka lösa sitt gemensamma problem och hjälpa andra att tillfriskna från beroende.